# Rejon czerykowski
Rejon czerykowski (biał. Чэрыкаўскі раён) – rejon we wschodniej Białorusi, w obwodzie mohylewskim.
Leży na terenie dawnego powiatu czerykowskiego.